# Субчетате (комуна)
Субчетате (рум. Subcetate) — комуна у повіті Харгіта в Румунії. До складу комуни входять такі села (дані про населення за 2002 рік):
- Дуда (44 особи)
- Келнач (290 осіб)
- Субчетате (1388 осіб) — адміністративний центр комуни
- Філпя (383 особи)

Комуна розташована на відстані 273 км на північ від Бухареста, 61 км на північний захід від М'єркуря-Чука, 139 км на схід від Клуж-Напоки, 134 км на північ від Брашова.

## Населення
За даними перепису населення 2002 року у комуні проживали 2105 осіб.
Національний склад населення комуни:
| Національність | Кількість осіб | Відсоток |
| -------------- | -------------- | -------- |
| румуни         | 1960           | 93,1%    |
| угорці         | 100            | 4,8%     |
| цигани         | 42             | 2,0%     |
| словаки        | 2              | 0,1%     |
| українці       | 1              | < 0,1%   |

Рідною мовою назвали:
| Мова       | Кількість осіб | Відсоток |
| ---------- | -------------- | -------- |
| румунська  | 2002           | 95,1%    |
| угорська   | 101            | 4,8%     |
| українська | 1              | < 0,1%   |
| словацька  | 1              | < 0,1%   |

Склад населення комуни за віросповіданням:
| Релігія            | Кількість осіб | Відсоток |
| ------------------ | -------------- | -------- |
| православні        | 1976           | 93,9%    |
| римо-католики      | 95             | 4,5%     |
| греко-католики     | 27             | 1,3%     |
| реформати          | 2              | 0,1%     |
| п'ятдесятники      | 1              | < 0,1%   |
| атеїсти            | 1              | < 0,1%   |
| не вказали релігію | 2              | 0,1%     |